# A Whiter Shade of Pale
"A Whiter Shade of Pale" debitantska je pjesma britanskog sastava Procol Harum, objavljena 12. svibnja 1967. Istoimena singl ploča s ovom pjesmom popela se na broj jedan britanske ljestvice 8. lipnja 1967., i ostala na vrhu punih šest tjedana.

## O pjesmi
Profinjeni bachovski zvuk hammond orgulja orguljaša Matthewa Fishera, malo promukli glas Garyja Brookera, i neuobičajeni stihovi Keitha Reida donijeli su pjesmi "A Whiter Shade of Pale" planetarnu popularnost. Dospjela je na broj jedan u više zemalja 1967. godine kad je objavljena. I nakon gotovo pola stoljeća to je najizvođenija pjesma na javnim mjestima u Ujedinjenom Kraljevstvu.
Do danas postoji oko 900 različitih izvedbi ove pjesme od strane velikih zvijezda. Pjesma je bila zvučna kulisa mnogih filmova, kroz više desetljeća.

## Ljestvice
| Top ljestvice (2009.)   | Najviša pozicija |
| ----------------------- | ---------------- |
| Australija              | 1                |
| Irska                   | 1                |
| Njemačka                | 1                |
| Norveška                | 1                |
| UK                      | 1                |
| SAD (Billboard Hot 100) | 5                |